# 罗亭
《罗亭》（羅馬化：Rudin）是一部1856年出版的俄国小说，为伊凡·屠格涅夫的首部长篇小说。塑造了一个具有崇高的社会变革理想，但在行动上却屡遭失败的贵族知识分子的形象，是俄国文学的经典人物。

## 写作背景
虽然许多评论家认为该小说具有自传性质，但屠格涅夫则坚持说该小说“相当忠实地”描写了屠格涅夫的朋友无政府主义者米哈伊尔·亚历山德罗维奇·巴枯宁。

## 故事概要
罗亭在一次偶然的机会，到达丽娅的庄园做客。在那里的客厅里，他以其雄辩的口才、渊博的知识、严密的逻辑、蓬勃的热情，在辩论中战胜了当地最刁钻古怪的皮加索夫，征服了所有在场的人，也点燃了达丽娅的女儿——年轻的娜塔丽娅胸中追求真理的火焰。天真纯洁的娜塔丽娅为罗亭宣扬的崇高理想所折服，并真挚地爱上了他。
娜塔丽娅情窦初开，决心牺牲个人的一切，跟随罗亭离家出走，为实现理想而奋斗。但两人的恋情遭到女主人达丽娅的反对。在两人第一次也是最后一次的一次幽会中，罗亭却在爱情所面临的压力面前屈服了。罗亭在爱情上的退缩和懦弱令娜塔丽娅很失望。
他离开庄园后，四处漂泊，想要致力于改革社会的实际事业，却到处碰壁，屡遭失败。在故事的最后：1848年6月26日午后巴黎的街头，罗亭在法国革命失败的关头，高举红旗，英勇地倒在起义者固守的街垒之上。

## 主要角色
- 罗亭：出身于破落地主家庭的贵族知识分子，曾在莫斯科大学和柏林先后攻读哲学；熟知西欧哲学，头脑清晰、思维敏捷、见识超人，具有雄辩的口才；他热爱真理，具有理性主义信仰，相信教育和科学的启蒙作用，鄙视利己主义的庸人哲学，宣扬伟大的人生目的；但作为一名贵族知识分子，他又脱离俄国人民和现实，再加上腐败落后的社会未能给有志于社会变革的贵族青年以机会，因此导致他们在生活中无法找到自己的位置，从而成为社会中的“多余人”。正是时代的缺陷导致他身上表现出“语言的巨人，行动的矮子”这一鲜明特征。
- 达丽娅：女庄园主。
- 皮加索夫：当地最刁钻古怪的人，他恨天下无物和全人类，尤其敌视女性，认为任何不幸的根源在于女人，从小养成肝火旺盛、极易激怒的雄辩能力。
- 娜塔丽娅：达丽娅的女儿。